# Aangroeipremie
De aangroeipremie, bonusrente of getrouwheidspremie (Vlaams) is een doorgaans procentuele vergoeding op een spaarrekening boven op de basisrente.  Aanvullende voorwaarde is meestal dat het bedrag een bepaalde periode op de spaarrekening gestaan heeft, of binnen een zekere periode met een bepaald percentage gegroeid is.
Een vorm van marketing die door sommige banken bedreven wordt is om de aangroeipremies in het begin van het jaar fors op te trekken om nieuwe klanten te werven die vaak veel geld te beleggen hebben door de recente uitkering van de eindejaarspremies. Toch raden consumentenorganisaties zoals Test Aankoop aan om een bank te verkiezen die standaard een hoge basisrente biedt.
DSM heeft eind 2006 en begin 2007 plannen geopperd om, analoog aan deze aangroeipremies, trouwe aandeelhouders extra dividend uit te keren. Dit voornemen stuitte op veel verzet.